# Rottdorf
Rottdorf ist ein Ortsteil der Stadt Blankenhain im Landkreis Weimarer Land, Thüringen.

## Geografie
Die Gemeinde Rottdorf liegt etwa 1,5 km östlich von Blankenhain und wird von der Landesstraße 1060 am Ortsende berührt. Die Flur des Ortes ist gen Süden mit Wald bestanden. Die Nutzflächen sind meist gut maschinengängig angelegt und gepflegt.

## Geschichte
Am 18. Mai 876 wurde der Ort erstmals urkundlich dokumentiert und archiviert. Man geht davon aus, dass der Ort eines der ältesten Dörfer der Umgegend sei. Rottdorf heißt Siedlung an gerodeter Stelle. Die Landwirtschaft bestimmte bisher das Tun im Ort. Im 16. Jahrhundert baute man Waid an. Groß- und Mittelbauern bearbeiteten das Land. Auch Rottdorf wurde im Dreißigjährigen Krieg heimgesucht. Es wurden danach nur 4 % der Flächen bewirtschaftet, so hoch waren die Verluste an Menschen und Tieren sowie Gehöften.
1119  wurde die Kirche des Ortes erstmals erwähnt. Vor einigen Jahren fand man auf dem Boden der Kirche eine Christusfigur ohne Arme und Beine, die man nach der Restaurierung an die Stadtkirche in Blankenhain übergab.

## Persönlichkeiten
- Christian Friedrich Gottfried Teuscher (1791–1865) war ein deutscher Hauslehrer, evangelischer Oberpfarrer, Superintendent, Schriftsteller, Buchautor und Librettist.